# Weston-Normalelement

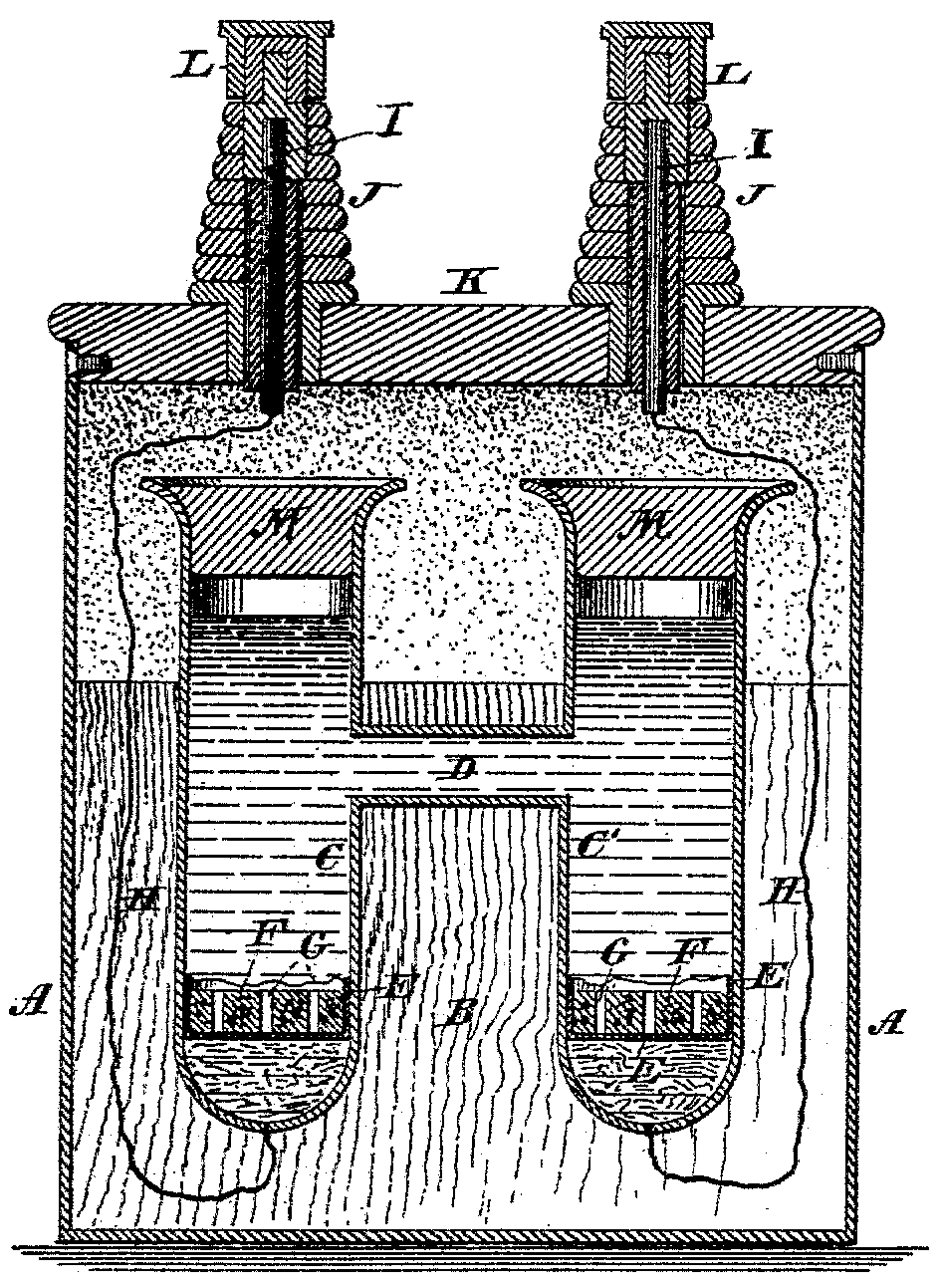
Historisches Weston-Normalelement

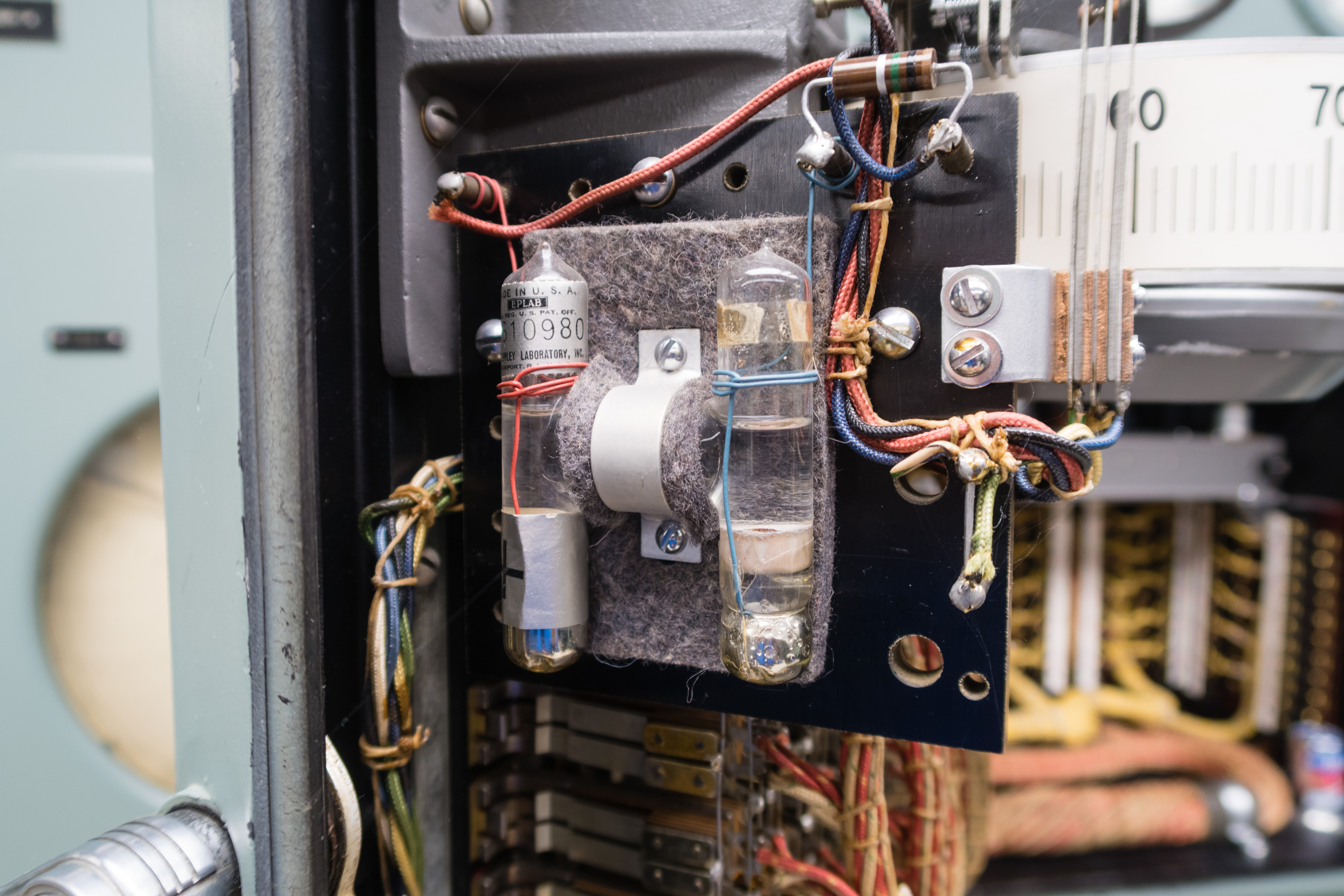
Weston-Normalelement

Das Weston-Normalelement ist eine spezielle galvanische Zelle. Sie wurde ab 1911 zur Eichung der elektrischen Spannung, welche in Volt gemessen wird, benutzt.
Diese elektrochemische Zelle wurde 1893 von Edward Weston (1850–1936) erfunden.
Sie besteht aus zwei unterschiedlichen Elektroden in einer gesättigten Cadmiumsulfatlösung (CdSO4), deren Sättigung durch beigegebene Cadmiumsulfatkristalle aufrechterhalten wird. Von den beiden Elektroden besteht eine aus Quecksilber und die andere aus Cadmiumamalgam, einer metallischen Legierung von Cadmium und Quecksilber. Der Cadmiumanteil in der Amalgamelektrode beträgt 12 bis 13 %. Bei Stromdurchgang wandern Cadmiumionen zur positiven Quecksilberelektrode. Damit es dort nicht legiert und dadurch beide Elektroden mehr oder weniger gleich werden, befindet sich über der Quecksilberelektrode eine Mischung von Quecksilber(I)-sulfat (Hg2SO4) und Cadmiumsulfatkristallen. Bei Stromdurchgang bilden sich aus den Cadmiumionen und dem Quecksilber(I)-sulfat Cadmiumsulfat und metallisches Quecksilber:
{\displaystyle \mathrm {Cd+Hg_{2}SO_{4}\longrightarrow CdSO_{4}+2\ Hg} }.
Zwischen den beiden Elektroden bildet sich bei einer Temperatur von 20 °C eine Referenzspannung von
UN = 1,01865 V,
die an den Anschlussklemmen abgegriffen werden kann. Die Temperaturabhängigkeit der Spannung ist bei diesem Element relativ gering.
Seit 1990 wird die Referenz der elektrischen Spannung für die praktische Messung nicht mehr durch elektrochemische Normalelemente gebildet. Sie wird festgelegt durch den quantenmechanischen Josephson-Effekt, wovon sich die Größe der elektrischen Spannung durch eine wesentlich genauere Frequenzmessung ableiten lässt.